# Oleg Pogodin
Oleg Pogodin (Sal'sk, 3 luglio 1965) è un regista sovietico, dal 1991 russo.

## Filmografia parziale

### Regista
- Nepobedimyj (2008)
- Dom (2011)
- Konёk-Gorbunok (2021)